# Wang Yichun
Det här är en artikel om en person med kinesiskt personnamn; Wang är familjenamnet.
Wang Yichun (kinesiska: 王一淳), född 4 april 2005, är en kinesisk simmare.

## Karriär
Vid långbane-VM 2023 i Fukuoka erhöll Wang ett guld på 4×100 meter mixed medley efter att ha simmat försöksheatet där Kina sedermera tog medalj i finalen.